# Ángel Mur
Ángel Mur Ferrer (Barcelona, España, 25 de agosto de 1941) es un exfutbolista y fisioterapeuta español. Como jugador, desarrolló su carrera profesional en la Segunda División con el C. D. Condal, el Real Gijón y la U. E. Sant Andreu. Posteriormente, fue fisioterapeuta del primer equipo del F. C. Barcelona, de 1973 a 2006, y de la selección española, entre 1974 y 1990.
Es hijo del atleta del R. C. D. Español y, posteriormente, del Barcelona, Ángel Mur Navarro.

## Trayectoria
Empezó jugando a fútbol con el equipo juvenil del Bar Tubella, un local situado al lado del Camp de Les Corts. En 1957 pasó a la Penya Rogent de El Clot y luego al Porvenir, otro equipo amateur vinculado al mercado del Ninot. En 1961, gracias a la intermediación de su padre, se incorporó al equipo de aficionados del C. F. Barcelona. En 1962 pasó al entonces filial azulgrana, el C. D. Condal, donde permaneció seis temporadas. Durante este tiempo estudió para obtener el título de ATS en el Hospital Clínico de Barcelona y el de fisioterapeuta en el Hospital Universitario Valle de Hebrón.
En el verano de 1968 el Condal le dio la baja y fichó por el Real Gijón, por entonces en Segunda División. Un año después, regresó a Barcelona para incorporarse a la U. E. Sant Andreu, que acababa de ascender a la categoría de plata. Con los cuatribarrados jugó cuatro años, hasta que puso fin a su carrera deportiva.
Paralelamente a esta última etapa como futbolista, había empezado a trabajar como ATS en la pista de hielo que el Barcelona acababa de inaugurar en el Palau de Gel. En junio de 1973, poco después de dejar los terrenos de juego, fue requerido por el doctor Carles Bestit como masajista del primer equipo, para suplir la jubilación de su padre. Unos meses  más tarde, en febrero de 1974, también relevó a su progenitor como masajista de la selección española. Con el combinado nacional Mur estuvo presente en cuatro Mundiales —1978, 1982, 1986 y 1990— y tres Eurocopas —1980, 1984 y 1988—, hasta que renunció al cargo por motivos familiares.
Con el Barcelona continuó en activo hasta su jubilación, al término de la temporada 2005-06. En sus treinta y tres años como fisioterapeuta del primer equipo azulgrana vivió la conquista de dos Ligas de Campeones, cuatro Recopas, dos Supercopas de Europa, diez Ligas, siete Copas del Rey, seis Supercopas de España, dos Copas de la Liga y cinco Copas Cataluña. El exfutbolista y entrenador Johan Cruyff dijo de él:

En mi etapa de entrenador del FC Barcelona me comentaron en más de una ocasión si no sería interesante contratar los servicios de un psicólogo. Mi respuesta era siempre la misma, que ya lo tenía. Era Ángel Mur. […] Escuchaba y aconsejaba. […] Su aportación en un vestuario va más allá de la de dar un simple masaje. Y éste es otro papel donde Ángel Mur ha dejado huella.

## Clubes
| Club                        | País   | Año       |
| --------------------------- | ------ | --------- |
| F. C. Barcelona Aficionados | España | 1961-1962 |
| C. D. Condal                | España | 1962-1968 |
| Real Gijón                  | España | 1968-1969 |
| U. E. Sant Andreu           | España | 1969-1973 |